# Обровац
Обровац је градић у Хрватској, у Задарској жупанији. Према резултатима пописа становништва из 2011. године, Обровац је имао 996 становника, а укупно градско подручје је имало 4.323 становника.

## Географија
Обровац се налази на реци Зрмањи, 12 км од њеног ушћа у море. Развио се на раскршћу путева подно планинских прелаза из Лике у Далмацију, као средиште Буковице. Његов саобраћајни значај је знатно опао изградњом ауто-пута Загреб – Сплит.

### Насеља
На подручју града Обровца налазе се следећа насеља: Жегар (Богатник, Каштел Жегарски, Комазеци, Надвода), Билишане, Голубић, Горњи Карин, Крупа, Крушево, Мушковци, Обровац и Зеленград.

## Историја
- 1337. — Први спомен Обровца у писаним исправама;
- 1527. — Обровац заузимају Турци;
- 1647. — Обровачку тврђаву и насеље подно ње заузимају и разарају Млечани под командом заповедника Фоскола;
- 1687. — Сердар Стојан Јанковић трајно протерује Турке из Обровца;
- 1838. — зидинама опасана варошица на реци Зрмањи, са 43 дома и 287 становника[2];
- 1848. — Обровачка општина, као прва међу далматинским општинама, упућује захтев Бану Јелачићу за сједињењем Далмације и Хрватске;
- Од 1991. до 1995. налазио се у Републици Српској Крајини. Током агресије на РСК, 5. августа 1995. године хрватска војска заузела је Обровац протерујући већинско српско становништво у граду и околини.

## Привреда
У доба Краљевине СХС становништво Обровца бавило се углавном трговином (вино, дрва, жито). Постојала је и паробродска линија Сушак-Паг-Обровац.
Власти Социјалистичке републике Хрватске су јула 1970. године почеле изградњу фабрике глинице Јадрал у Обровцу, због налазишта боксита. Изградњу фабрике "Јадрал" суфинансирала је Немачка Демократска Република. Фабрика која је требало да производи алуминијум је завршена 1977. године. Међутим, ова инвестиција је постала парадигма промашених инвестиција у СР Хрватској и СФРЈ. Фабрика глинице Јадрал је затворена већ 1981. године.
- Елан — творница чамаца
- Реверзибилна хидроелектрана „Велебит“

## Споменици и знаменитости
- Манастир Крупа
- Утврђење хрватских племића Курјаковића у Обровцу
- Православна црква Свете Тројице у Обровцу[6]
- Жупна црква Светог Јосипа у Обровцу

## Образовање
- Основна школа Обровац с подручним школама у Горњем Карину и Крушеву
- Средња школа Обровац

## Становништво
Према попису становништва из 2001. године, Обровац је имао 1.055 становника.

### Град Обровац

#### Број становника по пописима
| година пописа  | 2011. | 2001. | 1991. | 1981. | 1971.  | 1961.  | 1953. | 1948. | 1931.  | 1921. | 1910. | 1900. | 1890. | 1880. | 1869. | 1857. |
| бр. становника | 4.323 | 3.387 | 9.069 | 9.576 | 10.321 | 10.185 | 9.696 | 9.116 | 10.092 | 9.027 | 9.814 | 8.751 | 7.408 | 7.207 | 6.814 | 6.186 |

- напомене:

Настао из старе општине Обровац. Од 1857. до 1931. садржи део података града Бенковца, а део података од 1880. до 1910. садржан је у граду Бенковцу.

### Обровац (насељено место)

#### Број становника по пописима
| година пописа  | 2011. | 2001. | 1991. | 1981. | 1971. | 1961. | 1953. | 1948. | 1931. | 1921. | 1910. | 1900. | 1890. | 1880. | 1869. | 1857. |
| бр. становника | 996   | 1.055 | 1.660 | 1.457 | 1.187 | 532   | 306   | 302   | 508   | 418   | 461   | 401   | 410   | 463   | 403   | 341   |

## Попис 1991.
На попису становништва 1991. године, насељено место Обровац је имало 1.660 становника, следећег националног састава:
| Попис 1991.‍   | Попис 1991.‍  | Попис 1991.‍ | Попис 1991.‍ | Попис 1991.‍ |
| ------------- | ------------ | ----------- | ----------- | ----------- |
|               |              |             |             |             |
| Срби          | Срби         |             | 1.253       | 75,48%      |
| Хрвати        | Хрвати       |             | 285         | 17,16%      |
| Југословени   | Југословени  |             | 40          | 2,40%       |
| Албанци       | Албанци      |             | 15          | 0,90%       |
| Црногорци     | Црногорци    |             | 13          | 0,78%       |
| Мађари        | Мађари       |             | 7           | 0,42%       |
| Муслимани     | Муслимани    |             | 7           | 0,42%       |
| Македонци     | Македонци    |             | 5           | 0,30%       |
| Словенци      | Словенци     |             | 2           | 0,12%       |
| Чеси          | Чеси         |             | 1           | 0,06%       |
| остали        | остали       |             | 1           | 0,06%       |
| неопредељени  | неопредељени |             | 25          | 1,50%       |
| непознато     | непознато    |             | 6           | 0,36%       |
| укупно: 1.660 |              |             |             |             |

## Попис 2011.
На попису становништва 2011. године у граду Обровцу, укупно је пописано 4.323 становника, следећег националног састава:
| Попис 2011.‍   | Попис 2011.‍ | Попис 2011.‍ | Попис 2011.‍ | Попис 2011.‍ |
| ------------- | ----------- | ----------- | ----------- | ----------- |
|               |             |             |             |             |
| Хрвати        | Хрвати      |             | 2.841       | 65,72%      |
| Срби          | Срби        |             | 1.359       | 31,44%      |
| остали        | остали      |             | 123         | 2,84%       |
| укупно: 4.323 |             |             |             |             |

## Познате личности
- Обрад Зелић, српски стоматолог и професор Београдског универзитета
- Сергије Урукало, српски народни посланик и свештеник
- Бошко Десница, српски историчар и правник